# Гибшман, Константин Эдуардович
Константин Эдуардович Гибшман (15 сентября 1884, Ромны, Полтавская губерния — 17 марта 1942, Алёховщина, Ленинградская область) — советский комедийный актёр театра, кино и фронтовой бригады, драматург, конферансье XX века.

## Биография
Родился 15 сентября 1884 года в городе Ромны Полтавской губернии Российской империи. Имел баронский титул и приставку фон Гибшман, так как происходил из обрусевших остзейских немцев.
Учился в Санкт-Петербургском Политехническом институте в Лесном. После, получил образование инженера. Во время учёбы заинтересовался театральной деятельностью и часто принимал участия в видных театральных экспериментах «серебряного века» и эпохи «театрального Октября», являлся сподвижником В. Э. Мейерхольда и А. Н. Евреинова.
С 1905 по 1907 год служил актёром в Театр имени В. Ф Комисаржевской, затем гастролировал в составе труппы В. Мейерхольда по юго-западу Российской империи. В петербургском театре кабаре Мейерхольда «Лукоморье» дебютировал в качестве драматурга, сотрудничая в выступлениях с Всеволодом Эмильевичем.
С 1910 года по 1911 год играл в «Доме интермедий» Мейерхольда. Выступал в посёлке Репино, а также в городе Зеленогорск в летних театрах Куоккалы и Терийок. С 1912 года по 1915 год — в кабаре «Бродячая собака», с 1916 года по 1919 год — в кабере «Привал комедиантов»; в группе мастеров студии Мейерхольда на Бородинской (1913).
Являлся актёром «Весёлого театра для пожилых детей» Н. Евреинова и Ф. Комиссаржевского, «Невского фарса», с 1911 года по 1913 года — «Троицкого театра миниатюр» А. Фокина, «Кривого зеркала» А. Гукеля и Н. Евреинова. Исполнял репертуар чтеца-эксцентрика и заменял конферансье Н. Балиева в театре-кабаре на просцентуме «Летучая мышь» в Москве. Играл в петроградском Эрмитажном театре (1919), в театре «Студия», который преобразовался позже в Малый Драматический Театр. С 1920 года по 1922 год — в театре «Народная комедия», с 1926 года по 1927 год служил в Ленинградском театре сатиры. Играл в Театре имени Ленсовета примерно с 1939 года по 1941 год. Помимо театров, играл в кино.
Во время Великой Отечественной войны  ушёл добровольно на фронт красноармейцем, позже попал во фронтовую бригаду артистов. Зимой 1942 года при выездных гастролях был ранен. Лечился в госпитале села Алеховщина, оттуда торопился вернуться на фронт, но сама рана заживала долго, а организм на то время был достаточно слабым из-за нагрузок и ранения. 
Артист скончался 17 марта 1942 года от приступа бронхиальной астмы. Похоронен на Сторожовском кладбище в Алёховщине Ленинградской области.

## Фильмография
- 1923 — Торговый дом «Антанта и К°» — конферансье и Махно
- 1925 — Наполеон-газ — участие
- 1926 — Декабристы — шулер в Пензе
- 1928 — Золотой клюв — фабрикант — начальник Колывано-Воскресенских заводов Гавриил Качка
- 1933 — Иудушка Головлёв — участие
- 1934 — Поручик Киже — Обер-лекарь
- 1936 — Вратарь — врач
- 1937 — Женитьба — Балтазар Балтазарович Жевакин, отставной моряк, жених
- 1937 — Юность поэта — Кошанский, профессор российской словесности
- 1937—1938 — Пётр Первый — князь Роман Борисович Буйносов
- 1941 — Приключения Корзинкиной — член жюри конкурса